# Johan Aron af Borneman
Johan Aron af Borneman, före adlandet Kihlberg, född 3 april 1768 i Oppmanna socken, död den 2 december 1846 på Stora Vörta i Nättraby socken, var en svensk militär och ingenjör. Han var bland annat överste och sekundchef för Flottans konstruktionskår.

## Biografi

### Uppväxt
Johan Aron af Borneman föddes i Oppmanna kyrkby som son till landsfiskalen och hovkvartermästaren Gabriel Kihlberg och dennes andra hustru Maria Catharina von Borneman (född von Unge). Han blev skeppsgosse vid örlogsflottan den 22 mars 1782 samt antogs som lärling vid kronovarvet i Karlskrona 1783. 1786 blev han timmerman på fregatten Diana. Han utnämndes till underskeppsbyggmästare 1791.

### Militär karriär
När Flottans konstruktionskår inrättades i slutet av utnämndes han till löjtnant vid kåren och tillträdde sin nya tjänst 1794. Samma år gick han på kunglig befallning i tjänst för Osmanska riket, och hjälpte dess flotta att införa förbättringar i skeppsbyggeri. Han kvarstannade på denna tjänst till 1801. Sverige var vid denna tid allierat med Osmanska riket, främst på grund av relationen till Ryssland. Under sin tjänst i Turkiet befordrades han 1795 till kapten vid Konstruktionskåren.
Efter sin hemkomst fortsatta han sin tjänstgöring vid Konstruktionskåren och blev utnämnd till major den 20 december 1805 och den 4 april 1812 befordrades han till överstelöjtnant. Vid Karl XIV Johanss kröning den 11 maj 1818 upphöjdes han i adligt stånd och antog då namnet ’’af Borneman’’ efter modern. Den 28 januari 1822 fick han sin sista befordran till överste och 1825 utnämndes han till sekundchef för Konstruktionskåren. Han tog avsked den 11 februari 1845.

#### Konstruerade fartyg
Listan är ej komplett, men följande fartyg har af Borneman konstruerat:
- Korvetten Jarramas - 1821
- Fregatten Eugenie - 1844
- Linjeskeppet Stockholm - 1856

### Familj
Han gifte sig 1804 med Anna Brita Clason (1778–1856) och fick med henne fyra barn. Makarna ägde gården Stora Vörta, och där uppförde af Borneman ett djurdrivet mekaniskt tröskverk. af Borneman dog 1846 på Stora Vörta gård och han ligger begravd på Nättraby kyrkas kyrkogård.

## Sveriges ekar och ekregalet
Den 18 maj 1819 fick af Borneman i uppdrag av Kungl. Maj:t att inventera och besiktiga alla Sveriges ekar och bedöma vilka som kunna användas av flottan. Dessutom skulle han föreslå lämpliga platser för statliga ekplanteringar. Från 1819–1825 reste han genom södra Sverige och hans rapport som fyller 16 volymer finns idag på Riksarkivet.
af Borneman upptäckte snart att det var illa ställt med de svenska ekarna. Bönderna försökte med alla medel hindra och skada befintliga träd. Detta berodde troligen på att eken var skyddad genom ekregale och att endast staten hade rätt till dem främst för byggandet av flottans fartyg. af Bornemans lösning var att markägaren skulle äga sina ekar och att staten skulle inrätta ekplanteringar. Detta förslag lades fram på Riksdagen 1823 till Bondeståndets jubel. Vid Riksdagen 1828–1830 fattades beslut efter en kunglig proposition om detta och eken släpptes officiellt fri från 1830.
Resultatet av inventeringen hade visat att det endast fanns cirka 40 000 lämpliga ekar i Sverige användbara för flottan. af Borneman skriver:
| ” | De fält der Odlaren har att vänta största belöningen för sin möda, det vill i allmänhet säga, hans Inägor, äro, eller hafva varit, i de fleste Provinserne, bevuxna med Ekar, hvilckas skugga förtorkade Löf, hvad Åkern angår mattar eller förstör Sädesväxten och i Ängen der Träden står för mycket hopade, förminska gräsproduction... | „ |

Riksdagens beslut 1828 innebar att markägarna löste in sina ekar för en mindre summa, och att dessa insamlade medel användes av staten för att anlägga statliga ekplanteringar. Den första ekplanteringen inleddes strax före jul 1831 på Visingsö och fram till 1860 planterades mer än 750 hektar i Sverige.

## Utmärkelser
- Riddare av Vasaorden - 12 april 1802
- Adlad - 11 maj 1818
- Riddare av Svärdsorden - 11 maj 1826
- Kommendör av Vasaorden - 18 september 1832

## Ledamotskap
- Ledamot av Kungliga Krigsvetenskapsakademien - 26 april 1817
- Ledamot av Kungliga Skogs- och Lantbruksakademien - 1828[2]
- Ledamot av Kungliga Örlogsmannasällskapet
- Hedersledamot av Sjömanssällskapet